# Pulsus differens
Pulsus differens (от лат. differens — различный) — вариант патологического пульса, при котором происходит его неодинаковое наполнение на обеих лучевых артериях.
Для диагностики врач становится напротив пациента, прощупывает пульсацию лучевых артерий на правой и левой руке, далее одновременно обхватывает тремя пальцами своей правой руки область пульсации на левой руке обследуемого, а левой рукой, соответственно, на правой, и положившись на своё чувство осязания, определяет неодинаковое наполнение и величину артериального пульса.
Непосредственной причиной является компрессия (сдавливание) или обтурация артериальных стволов, предшествующих лучевой артерии: плечевая, подмышечная, подключичная артерии, плечеголовной ствол, аорта.
Возможные причины компрессии артерий извне:
- увеличение подмышечных лимфатических узлов;
- образование келоидного рубца, при ранениях в области плеча;
- опухоли средостения;
- синдром передней лестничной мышцы;
- шейное ребро — аномалия развития, при котором первое ребро прикрепляется к шейным позвонкам. На этом фоне оно оказывается выше нормы и придавливает подключичную артерию к ключице;
- митральный стеноз — проявление pulsus differens при нём носит наименование симптома Савельева — Попова.

Причины сужения просвета артерий:
- синдром Такаясу — воспалительное поражение аорты и её ветвей, сопровождающееся сужением просвета этих сосудов;
- атеросклероз плечеголовного ствола или подключичной артерии;
- артериальный тромбоз;
- аномалия развития сосудов.